# Fred Malige
Alfred Malige (* 11. Januar 1895 in Oels; † 21. Dezember 1985 in Leipzig) war ein deutscher Violinist und Komponist.

## Leben
Fred Malige studierte in Breslau und nach dem Ersten Weltkrieg am Leipziger Konservatorium. Seit 1923 war er Mitglied der KPD und gründete in den 20er-Jahren eine Blaskapelle des Roten Frontkämpferbundes, die er leitete und für die er Märsche und Lieder komponierte. Als Mitglied des Vorstandes des Deutschen Musiker-Verbandes setzte er sich für die künstlerischen und wirtschaftlichen Interessen von Orchestermusikern ein, seine politische Betätigung führte 1933 zur fristlosen Entlassung und Verfolgung durch die Nazis. Nach Arbeitslosigkeit und Betätigung als Tanz- und Unterhaltungsmusiker war er ab 1940 Kapellmeister am Kattowitzer Opernhaus. Am 21. Mai 1943 spielte er mit diesem Orchester im KZ Auschwitz. Von 1946 bis 1960 war er Geiger im Rundfunk-Sinfonieorchester Leipzig, zu dessen Mitbegründern er zählte. 1950 (1952) komponierte Malige Präludium und Fuge über F–D–G–B, dessen Uraufführung das Orchester des Berliner Rundfunks aus künstlerischen Gründen verweigerte. Seit 1960 lebte er als freischaffender Komponist in Leipzig, zuletzt in einem Pflegeheim. 1965 erhielt Malige den Vaterländischen Verdienstorden in Bronze.
Teile seines Nachlasses werden im Stadtarchiv Leipzig und in der Sächsischen Landesbibliothek – Staats- und Universitätsbibliothek Dresden aufbewahrt.

## Werke (Auswahl)

### Instrumentalmusik

#### Orchestermusik
- 4 Ouvertüren über FDJ-Lieder, 1949
- Konzert B-Dur für Akkordeon und Orchester, 1949
- Freundschaft, 1950
- Präludium und Fuge über F–D–G–B, 1950
- Deutsch–Polnische Freundschaft, 1951
- Für den Frieden der Welt, 1961
- Festliche Musik, 1954
- Konzert für Viola und Orchester, 1954
- Markkleeberger Serenade, 1954
- 2 Sinfonien, 1964, 1969

#### Kammermusik
- 5 Streichquartette, 1954, 1962, 1963, 1966, 1973
- 3 Miniaturen für Streichtrio, 1956
- 4 Bläserquintette, 1957, 1964, 1968, 1972
- Variationen über „Brüder, zur Sonne, zur Freiheit“ für Streichquartett, 1959
- 3 Vortragsstücke für Posaune und Klavier, 1970
- Sonata recitativo für Violine und Viola, 1970
- Studien für 2 Violinen, 1973
- Kleines Konzert für Kontrabass, 1979
- Quartett in drei Sätzen für 4 Waldhörner, 1953
- Waldhornquartett Nr. 2 unter Verwendung bekannter Jagdsignale, 1984

#### Klaviermusik
- Studien im Stil alter Tanzformen für 2 Klaviere, 1972

### Vokalmusik
- Kantate von der Republik, 1950
- Lenin–Kantate, 1952[2]
- Leipziger Messe-Historie, Oratorium für Soli, Sprecher, Chor und Orchester, 1960